# 倉敷共同発電所
倉敷共同発電所（くらしききょうどうはつでんしょ）は、岡山県倉敷市水島川崎通1-12にある瀬戸内共同火力の火力発電所。

## 発電設備
- 総出力：61.7万kW[1]
- 認可出力：61.3万kW

新1号機
発電方式：1,200℃級コンバインドサイクル発電方式
定格出力：14.9万kW
　ガスタービン：8.88万kW × 1軸
　蒸気タービン：6.02万kW × 1軸
使用燃料：高炉ガス、コークス炉ガス、LNG
熱効率：45.8%（高位発熱量基準）
営業運転開始：1994年6月3日
3号機
定格出力：15.6万kW
使用燃料：高炉ガス、コークス炉ガス、LNG、重油

4号機
定格出力：15.6万kW
使用燃料：高炉ガス、コークス炉ガス、LNG、重油

5号機
定格出力：15.6万kW
使用燃料：高炉ガス、コークス炉ガス、LNG、石炭

## 廃止された発電設備
（旧）1号機（廃止）
定格出力：7.5万kW
使用燃料：高炉ガス、コークス炉ガス、LNG、重油

廃止時期：1992年3月
2号機（廃止）
定格出力：7.5万kW
使用燃料：高炉ガス、コークス炉ガス、LNG、重油

廃止時期：1994年6月